# ناحیه ادامز، شهرستان سنیدر، پنسیلوانیا
ناحیه ادامز، بخش سنیدر، پنسیلوانیا (به انگلیسی: Adams Township, Snyder County, Pennsylvania) در ایالات متحده آمریکا است که در شهرستان اسنایدر، پنسیلوانیا واقع شده‌است.

## خصوصیات
ناحیه ادامز ۵۴٫۱ کیلومترمربع مساحت و ۸۵۲ نفر جمعیت دارد.